# Bucculatrix turatii
Bucculatrix turatii är en fjärilsart som beskrevs av Standfuss 1887. Bucculatrix turatii ingår i släktet Bucculatrix och familjen kronmalar. Inga underarter finns listade i Catalogue of Life.